# 獨立廣場 (基多)

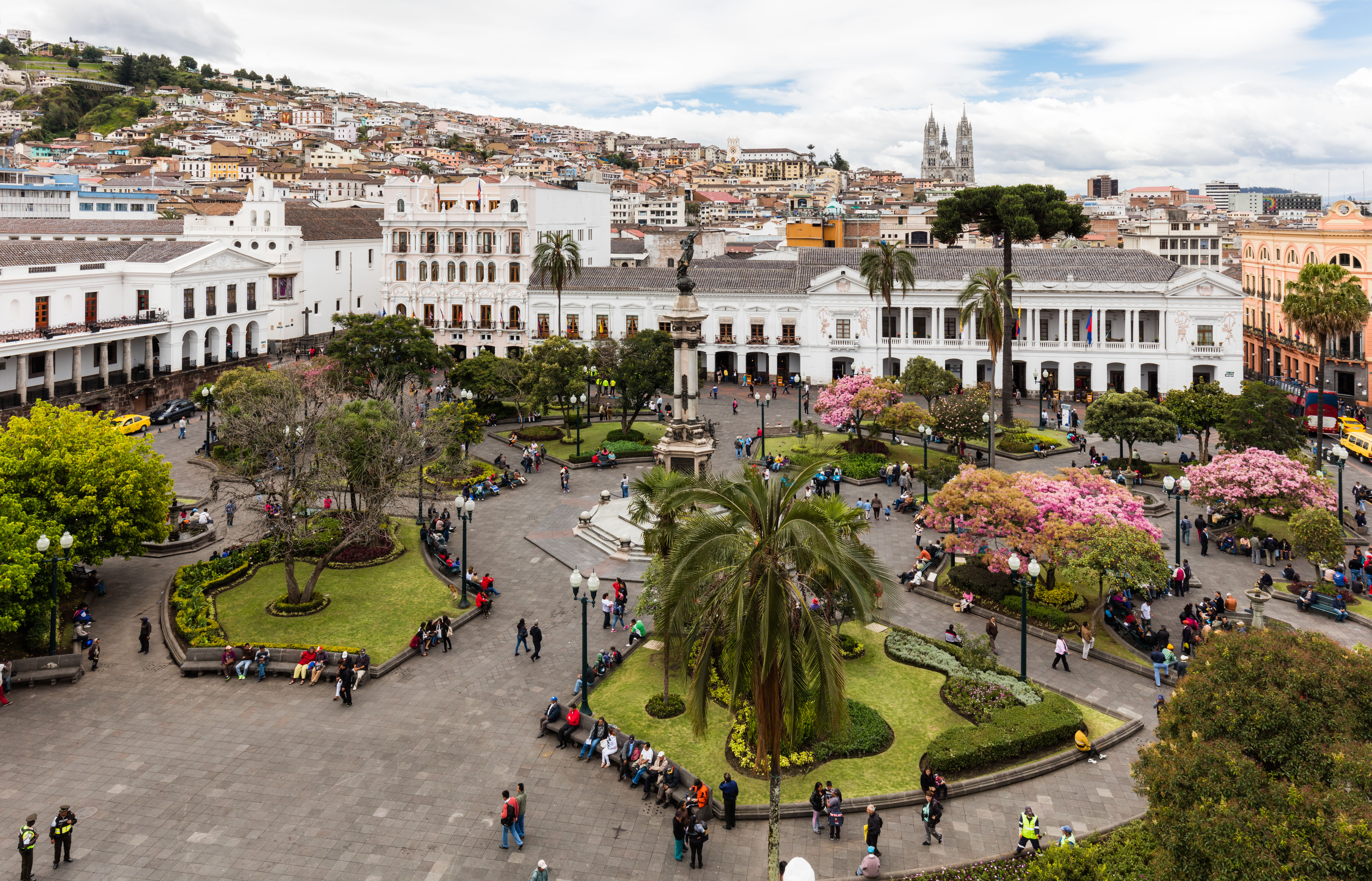
獨立廣場

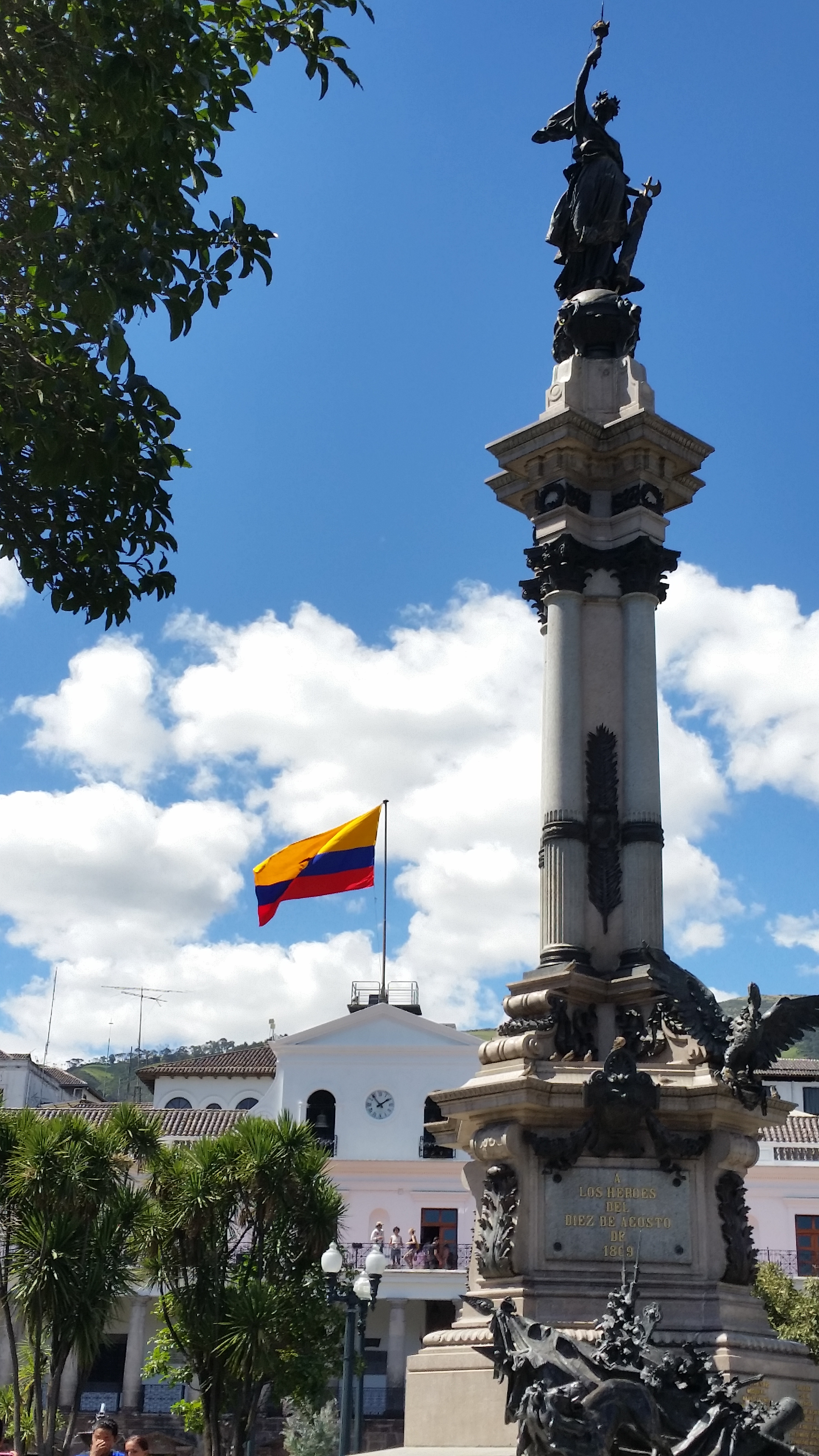
獨立紀念碑

獨立廣場（西班牙語：Plaza de la Independencia），或俗稱大廣場（西班牙語：Plaza Grande），是厄瓜多爾首都基多的公共廣場，為城市的中心廣場，也是國家行政權力的象徵之一。廣場設立有獨立英雄紀念碑，紀念1809年8月10日厄瓜多宣告脫離西班牙獨立建國。
廣場周圍有四條街道：委內瑞拉街（東）、智利街（北）、加布里埃爾·加西亞·莫雷諾街（西）和尤金尼奧·埃斯佩霍街（南）步行街。